# 魯利森 (科羅拉多州)
魯利森（英語：Rulison）是位於美國科羅拉多州加菲爾德縣的一個非建制地區。

## 地理
魯利森的座標為39°29′50″N 107°56′26″W / 39.49722°N 107.94056°W，而該地最高點為海拔高度2,485米（即8,154英尺）。